# Piccole ancelle dell'Immacolata Concezione
Le Piccole Ancelle dell'Immacolata Concezione (in polacco Siostry Służebniczki Najświętszej Maryi Niepokalanie Poczętej) sono un istituto religioso femminile di diritto pontificio.

## Storia

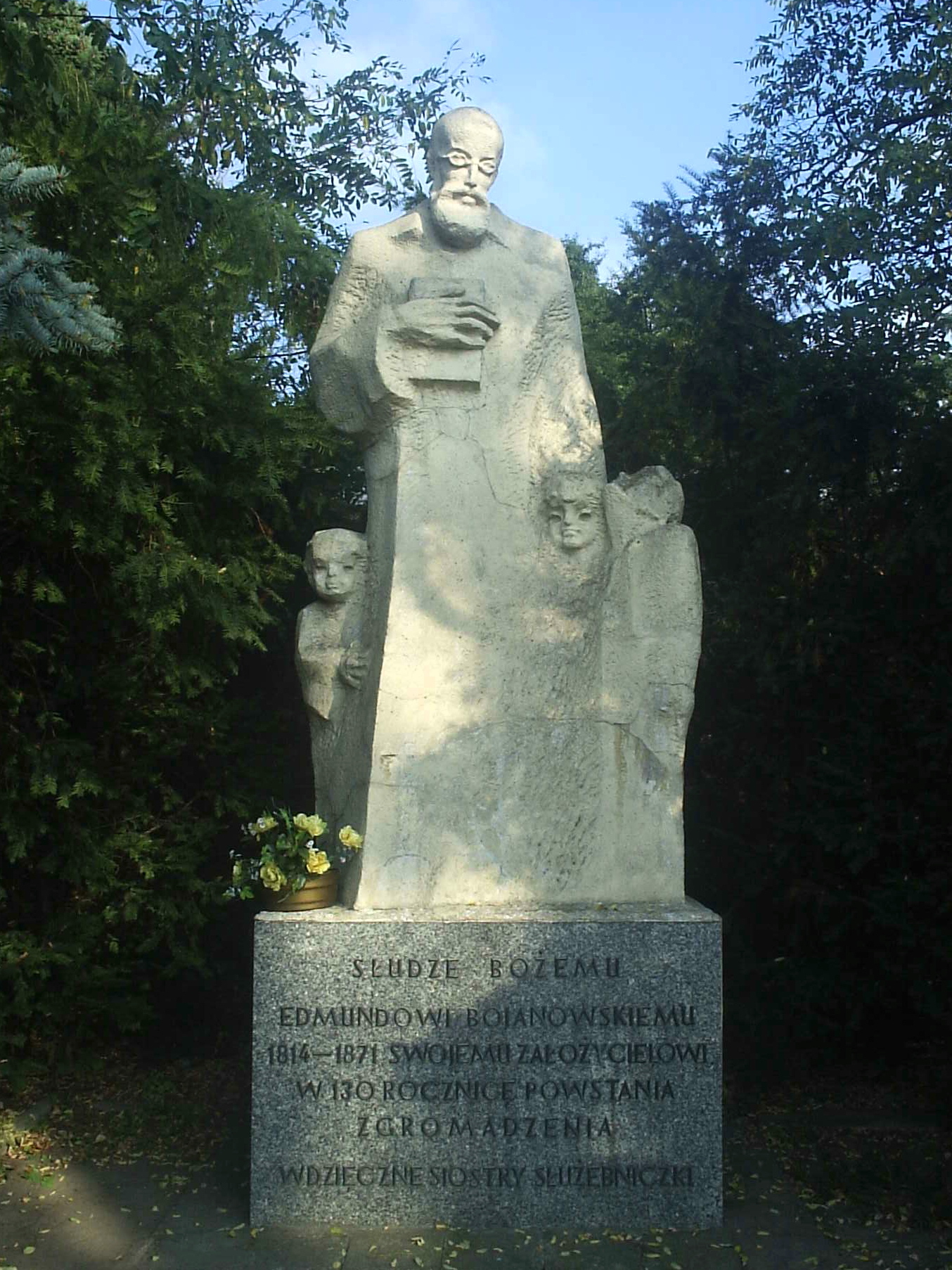
Monumento al fondatore a Głogówko, presso Gostyń

L'istituto deriva dalla congregazione delle Ancelle dell'Immacolata Concezione della Beata Vergine Maria, fondata il 3 maggio 1850 a Gostyń dal benefattore polacco Edmund Bojanowski (1814-1871).
Le suore di Bojanowski nel 1861 aprirono filiali in Galizia, possedimento asburgico, ma nel 1866 il governo austro-ungarico costrinse le religiose a rompere le relazioni con la casa-madre di Jaszkowo e le Ancelle dell'Immacolata Concezione diedero inizio a un ramo autonomo della congregazione, con sede a Stara Wieś.
Le suore di Stara Wieś ebbero una grande diffusione a partire dalla prima guerra mondiale, quando vennero impiegate come infermiere negli ospedali da campo e l'assistenza ai rifugiati; nel 1926, per il servizio alle comunità di emigrati polacchi, si stabilirono in America e nel 1928 aprirono missioni in Africa.
La congregazione di Stara Wieś ricevette il pontificio decreto di lode il 22 febbraio 1904; le sue costituzioni furono approvate definitivamente dalla Santa Sede il 21 maggio 1940.

## Attività e diffusione
Le Piccole Ancelle dell'Immacolata si dedicano all'istruzione e all'educazione cristiana della gioventù e all'assistenza agli ammalati, specialmente ai poveri.
Oltre che in Polonia, sono presenti in altri paesi europei (Germania, Italia, Moldavia, Russia, Ucraina), in Africa (Malawi, Sudafrica, Tanzania, Zambia) e nelle Filippine e negli Stati Uniti d'America: la sede generalizia è a Stara Wieś.
Alla fine del 2008 la congregazione contava 1.315 religiose in 236 case.